# Benjamin Kololli
Benjamin Kololli (Aigle, 15 de mayo de 1992) es un futbolista suizo de origen kosovar-albanés. Juega como centrocampista y milita en el F. C. Sion de la Superliga de Suiza.

## Selección
Ha sido internacional con la selección de fútbol de Kosovo en 24 ocasiones y ha anotado cuatro goles.

## Clubes
| Club                         | País  | Año       |
| ---------------------------- | ----- | --------- |
| F. C. Monthey                | Suiza | 2009-2011 |
| F. C. Sion sub-21            | Suiza | 2011-2013 |
| F. C. Sion                   | Suiza | 2013-2015 |
| F. C. Le Mont (cedido)       | Suiza | 2014-2015 |
| F. C. Biel-Bienne            | Suiza | 2015-2016 |
| B. S. C. Young Boys (cedido) | Suiza | 2016      |
| F. C. Lausanne-Sport         | Suiza | 2016-2018 |
| F. C. Zürich                 | Suiza | 2018-2021 |
| Shimizu S-Pulse              | Japón | 2021-2023 |
| F. C. Basilea                | Suiza | 2024      |
| F. C. Sion                   | Suiza | 2025-     |